# 天神山トンネル (長崎県)
天神山トンネル（てんじんやまトンネル）は、長崎県佐世保市にある西九州自動車道、佐世保道路のトンネル。
佐世保道路の区間の交通量が多いこともあり、トンネル内での交通事故も多く、過去には死亡事故も発生している。

## 概要
- （武雄方面）   上り 長さ  : 909 m
- （佐世保方面）下り 長さ：945 m
※トンネル距離数はトンネル入口手前に設置された標識の記載によるもの。

## 歴史
- 1998年（平成10年）4月17日：西九州自動車道・佐世保大塔IC - 佐世保みなとIC間の開通と共に暫定2車線で供用開始。
- 2025年（令和7年）1月29日：既存トンネルの路盤が隆起する「盤ぶくれ」と呼ばれる現象の対策工事のため、並行する完成したばかりの新トンネルに切り替え[1]。